# Ulf Blanck
Ulf Blanck (* 1962 in Hamburg) ist ein deutscher Autor, Hörspielproduzent und Radiomoderator.

## Leben
Ulf Blanck ist in Hamburg aufgewachsen und begann nach seinem Abitur ein Studium der Architektur. Er spielte zwölf Jahre lang in einer freien Theatergruppe und entdeckte dabei sein Interesse für Bühnenstücke und Hörspiele. Danach folgten verschiedene Produktionen für den Hörfunk, wie der Radio-Comedy Die Vermummten. Zusätzlich ist Blanck als Moderator und Sprecher bei verschiedenen Hörfunksendern tätig.
Seit dem Serienstart der Kinderbuchserie Die drei ??? Kids gehört er fest zum Autorenteam des Kosmos-Verlag. Er produziert seit 2006 mit seinem Bruder Gunnar Blanck Hörspiele. Beide betreiben mit der Blanck & Blanck GmbH eine Werbeagentur für Radiowerbung.
Ulf Blanck hat zwei Töchter und lebt zusammen mit seiner Frau am Stadtrand von Hamburg.

## Werke
Seit dem Serienstart der Die drei ??? Kids im Jahre 1999 sind von ihm über 50 Bücher erschienen (→ Bibliografie Die drei ??? Kids). 
Zudem schreibt er seit 2005 für seine eigene Detektivserie Die Baadingoo Feriendetektive, die ebenfalls im Kosmos-Verlag erscheint. Die gleichnamigen Hörspiele erschienen zunächst bei EMI und wurden später bei USM wiederveröffentlicht.
Ulf Blanck ist Autor der Fantasy-Kinderbuchreihe Rick Nautilus. 2023 wurde die Buchreihe beendet. Es sind erschienen: 
- Rick Nautilus – SOS aus der Tiefe (Band 1)
- Rick Nautilus – Gefangen auf der Eiseninsel (Band 2)
- Rick Nautilus – Alarm in der Delfin-Lagune (Band 3)
- Rick Nautilus – Geisterschiff am Meeresgrund (Band 4)
- Rick Nautilus – Ufo in Seenot (Band 5)
- Rick Nautilus – Dinosaurier im Eis (Band 6)
- Rick Nautilus – Angriff der Haie (Band 7)
- Rick Nautilus – Kampf der Wasserdrachen (Band 8)
- Rick Nautilus – Der Fluss der Gefahren (Band 9)
- Rick Nautilus – Das Geheimnis der Seemonster (Band 10)